# Slammiversary (2022)
Slammiversary (2022) – gala wrestlingu zorganizowana przez amerykańską federację Impact Wrestling (IW), która była nadawana na żywo w systemie pay-per-view i za pośrednictwem platformy strumieniowej Fite.tv. Odbyła się 19 czerwca 2022 w Nashville Fairgrounds w Nashville. Była to osiemnasta gala z cyklu Slammiversary, a zarazem czwarte pay-per-view IW w 2022. Organizacja celebrowała dwudziestą rocznicę powstania. Dokładnie 19 czerwca 2002 federacja (wtedy pod nazwą Total Nonstop Action Wrestling) przygotowała swoje pierwsze wydarzenie wrestlingowe, które miało miejsce w Von Braun Civic Center w Huntsville.

## Rywalizacje
Slammiversary oferowało walki wrestlingu z udziałem różnych zawodników na podstawie przygotowanych wcześniej scenariuszy i rywalizacji, które są realizowane podczas cotygodniowych odcinków programu Impact!. Wrestlerzy odgrywają role pozytywnych (face) lub negatywnych bohaterów (heel), którzy rywalizują pomiędzy sobą w seriach walk mających budować napięcie.

### Countdown to Slammiversary

#### Pojedynek o Impact Digital Media Championship
Na gali federacji niezależnej The Wrestling Revolver, zorganizowanej 28 maja 2022, Rich Swann pokonał Matta Cardonę, zostając nowym mistrzem Impact Digital Media. Po zakończeniu pojedynku przegrany zaatakował Swanna, zabrał pas mistrzowski i samowolnie opuścił arenę. Tego samego dnia, na gali federacji Game Changer Wrestling, Cardona doznał urazu bicepsu, wobec czego 9 czerwca postanowił przekazać tytuł mistrzowski swojemu przyjacielowi Brianowi Myersowi i „namaścić” go na nowego mistrza. Myers zapowiedział, że zmierzy się z Richem Swannem o tytuł Impact Digital Media Championship na Slammiversary.

#### Reverse Battle Royal
Impact Wrestling ogłosił 14 czerwca, że drugim pojedynkiem Countdown to Slammiversary będzie Reverse Battle Royal.

### Główna karta

#### Pojedynek o Impact World Championship
W odcinku Impactu! z 12 maja Impact Wrestling zorganizował dwudziestoosobowy pojedynek w formule Gauntlet for the Gold. W końcowej części spotkania Eric Young pokonał Chrisa Sabina, dzięki czemu uzyskał miano pretendenta do walki o tytuł Impact World Championship z aktualnym mistrzem, Joshem Alexandrem.

#### Pojedynek o Impact World Tag Team Championship
W odcinku Impactu! z 26 maja The Good Brothers (Doc Gallows i Karl Anderson) wyzwali mistrzów tag teamowych, The Briscoes (Jay Briscoe i Mark Briscoe), na pojedynek o tytuły Impact World Tag Team Championship. Tego samego dnia wiceprezes Impact Wrestling, Scott D’Amore, oficjalnie zatwierdził to spotkanie.  

#### Pojedynek o Impact X Division Championship
Impact Wrestling ogłosił 11 maja, że Ace Austin, mistrz Impact X Division, będzie bronił tytuł mistrzowski w pojedynku Ultimate X. Trzech uczestników wyłoniły walki kwalifikacyjne. W pierwszej z nich Kenny King, członek grupy Honor No More, pokonał przedstawiciela Bullet Clubu, Chrisa Beya, tydzień później Mike Bailey zwyciężył Laredo Kida, natomiast 26 maja Trey Miguel był lepszy od Alexa Shelley’ego. W pierwszym czerwcowym odcinku Impactu! Kenny King obronił swoje miejsce w pojedynku, zwyciężając Blake’a Christiana, poza tym federacja oznajmiła, że kolejnym uczestnikiem Ultimate X matchu będzie Jack Evans. 3 czerwca na gali japońskiej federacji New Japan Pro-Wrestling (NJPW), Best of the Super Juniors, Ace Austin dołączył do Bullet Clubu. Tego samego dnia partner drużynowy Austina, Alex Zayne, skonfrontował się z towarzyszem oraz członkami grupy, w konsekwencji czego został pobity. 9 czerwca Impact Wrestling ogłosił Zayna ostatni uczestnikiem Ultimet X matchu.

#### Pierwszy Queen of the Mountain match
Producentka Impact Wrestling odpowiedzialna za dywizję Knockouts, Gail Kim, ogłosiła w odcinku Impactu! z 12 maja, że na Slammiversary odbędzie się pierwsza w historii kobieca odmiana pojedynku King of the Mountain – Queen of the Mountain. W spotkaniu Tasha Steelz będzie bronić tytuł Impact Knockouts World Championship przeciwko Deonnie Purrazzo, Jordynne Grace, Mii Yim i Chelsea Green. 10 czerwca federacja ogłosiła, że Mickie James będzie pełniła rolę special guest enforcera.

#### Pojedynek o Impact Knockouts World Tag Team Championship
W odcinku Impactu! z 9 czerwca członkini grupy Decay, Rosemary, stoczyła zwycięski pojedynek z Tenille Dashwood, reprezentującą drużynę The Influance. Jej celem było zdobycie prawa do walki o tytuły Impact Knockouts World Tag Team Championship. Po meczu Dashwood oraz jej partnerka zespołowa, Madison Rayne, zaatakowały rywalkę. Rosemary nie mogła liczyć na pomoc ze strony swojej sojuszniczki, Havok, która po porażce z Mashą Slamovich z 26 maja, nie pojawiła się w następnych odcinkach Impactu!. Wsparcie okazała jej Taya Valkyrie. W przeszłości obie zawodniczki łączyła więź przyjaźni, jak również wrogie relacje.

#### Impact Originals vs. Honor No More
26 maja Scott D’Amore odmówił Honor No More (Eddie Edwards, Matt Taven, Mike Bennett, PCO i Vincent) walki rewanżowej przeciwko The Good Brothers, bowiem zaplanował już ich starcie na Slammiversary z The Briscoes. Pojedynek miał być aktem zemsty za postawę Karla Andersona, który sprowokował nieumyślny atak Mike’a Bennetta na swoją żonę, Marię Kanellis. W odpowiedzi lider grupy, Eddie Edwards, zakomunikował, że jeśli oni nie mogą otrzymać tego, czego chcą, inni również tego nie dostaną. Tego samego dnia Honor No More przerwali pojedynek weteranów federacji, Chrisa Sabina i Frankiego Kazariana, i zaatakowali obu zawodników. W trakcie zakulisowej rozmowy Honor No More wdali się w bójkę z Heathem i Rhino, którzy bronili dobrego imienia federacji i nie popierali roszczeniowej postawy przeciwników. Tydzień później Taven i Bennett pokonali oponentów, po meczu zaś wraz z pomocą współtowarzyszy zaatakowali przegranych, ponadto doprowadzili do urazu Rhino. W obronie napadniętych stanęli Frankie Kazarian oraz The Motor City Machine Guns (Chris Sabin i Alex Shelley). Trzej obrońcy otrzymali od Scotta D’Amore zapewnienie, że jeśli znajdą jeszcze dwóch partnerów, obecnych lub byłych zawodników Impact Wrestling, zmierzą się z Honor No More na Slammiversary.

#### Monster’s Ball match
30 września 2021 Sami Callihan został napadnięty za kulisami przez Moose’a i W. Morrisseya, skutkiem czego doznał poważnej kontuzji lewej kostki. Zawodnik powrócił na gali Under Siege (7 maja 2022), atakując Moose’a. W następnych tygodniach Callihan zaczął stosować grę psychologiczną w celu zastraszenia przeciwnika, przede wszystkim atakował go w niespodziewanych momentach, a 9 czerwca, po bijatyce, zamknął go w ciemnym pomieszczeniu. Tego samego dnia federacja poinformowała, że wrestlerzy zmierzą się na Slammiversary w Monster’s Ball matchu.

## Karta walk
Zestawienie zostało oparte na źródle:
| Nr | Wyniki | Stypulacje | Czas  |
| --- | --- | --- | ----- |
| 1D | Savannah Evans pokonała Alishę Edwards | Singles match | —     |
| 2P | Rich Swann (c) pokonał Briana Myersa | Singles match o Impact Digital Media Championship                                                                           | 7:10  |
| 3P | Shark Boy wygrał eliminując jako ostaniego Johnny’ego Swingera | Reverse Battle Royal | 9:40  |
| 4 | Mike Bailey pokonał Ace’a Austina (c), Kenny’ego Kinga, Treya Miguela, Andrew Everretta i Alexa Zayne’a                                                                                        | Ultimate X match o Impact X Division Championship                                                                           | 9:50  |
| 5 | Rosemary i Taya Valkyrie pokonały The Influence (Madison Rayne i Tenille Dashwood) (c) | Tag Team match o Impact Knockouts World Tag Team Championship                                                               | 7:20  |
| 6 | Sami Callihan pokonał Moose’a | Monster’s Ball match | 16:00 |
| 7 | The Good Brothers (Doc Gallows i Karl Anderson) pokonali The Briscoes (Jay Briscoe i Mark Briscoe) (c)                                                                                         | Tag Team match o Impact World Tag Team Championship                                                                         | 10:00 |
| 8 | Impact Originals (Chris Sabin, Alex Shelley, Frankie Kazarian, Nick Aldis i Davey Richards) pokonali Honor No More (Eddie Edwards, Matt Taven, Mike Bennett, PCO i Vincent) (z Marią Kanellis) | Ten-Man Tag Team match | 18:45 |
| 9 | Jordynne Grace pokonała Tashę Steelz (c), Deonnę Purrazzo, Chelsea Green i Mię Yim | Queen of the Mountain match o Impact Knockouts World Championship Mickie James będzie pełniła rolę special guest enforcera. | 18:15 |
| 10 | Josh Alexander (c) pokonał Erica Younga | Singles match o Impact World Championship                                                                                   | 18:50 |
| (c) – mistrz/mistrzyni przed walkąD – walka była dark matchem (nietransmitowana w TV)P – walka miała miejsce w pre-show | | |       |

### Statystyki Queen of the Mountain matchu
| Nr.          | Wrestlerka                      | Wrestlerka przypięta lub poddana | Metoda                                                              |
| ------------ | ------------------------------- | -------------------------------- | ------------------------------------------------------------------- |
| 1            | Chelsea Green                   | Tasha Steelz                     | Przypięta po otrzymaniu crossbody                                   |
| 2            | Mia Yim                         | Chelsea Green                    | Przypięta po otrzymaniu Bridging German suplexa                     |
| 3            | Deonna Purrazzo                 | Tasha Steelz                     | Poddana po założeniu dźwigni fujiwara armbar                        |
| 4            | Mia Yim                         | Jordynne Grace                   | Przypięta po otrzymaniu package piledrivera                         |
| 5            | Jordynne Grace and Tasha Steelz | Mia Yim                          | Przypięta po otrzymaniu kombinacji Bridging German suplex/jackknife |
| 6            | Jordynne Grace                  | Tasha Steelz                     | Przypięta po otrzymaniu Grace Driver                                |
| Zwyciężczyni | Jordynne Grace                  | N/A                              | Grace zawiesiła tytuł aby wygrać                                    |